# Forchhammeria trifoliata
Forchhammeria trifoliata es una especie de planta fanerógama perteneciente a la familia Capparaceae. Es originaria de Cuba.

## Descripción
Son árboles o grandes arbustos que alcanzan un tamaño de hasta 15 m de alto. Las hojas generalmente 3-folioladas, pero 1- o 2 folioladas especialmente en los nudos inferiores, folíolos obovados u oblanceolados a angostamente elípticos u oblongos, de 13–28 cm de largo y 2–8 cm de ancho, ápice agudo a cortamente acuminado, base atenuada, coriáceos a subcoriáceos. Inflorescencias paniculadas, axilares en los nudos de las 2–3 ramas superiores, o subterminales, 3–23 cm de largo, de 10–50 flores, pedicelos 2–13 mm de largo; cáliz 4–8-lobado; flores masculinas con 12–20 estambres; flores femeninas con 3–8 estaminodios aplanados (o estambres en las flores perfectas). Infructescencia una panícula abierta, (5–) 20–60 cm de largo, frutos globosos a subglobosos, 8–12 mm de diámetro, amarillentos tornándose rojo obscuros o morados al madurar; semillas 1, o raramente 2.

## Distribución y hábitat
Es una especie poco común, que se encuentra en los bosques perennifolios en el Volcán Mombacho y la zona norcentral; 100–600 m de altitud; fl abr, fr ene–mar (ago); es una especie muy variable y ampliamente distribuida desde el sur de México hasta Panamá, Cuba y Jamaica.

## Taxonomía
Forchhammeria trifoliata fue descrita por Radlk. ex Millsp. y publicado en Publications of the Field Columbian Museum, Botanical Series 1(4): 399. 1898.
Sinonimia
- Allophylus roigii Lippold
- Forchhammeria trifoliata var. trifoliata[4]